# Original Naabtal Duo
Das Original Naabtal-Duo ist ein deutsches Gesangsduo der volkstümlichen Musik, benannt nach dem Tal des Flusses Naab.

## Geschichte
Wolfgang Edenharder gründete mit dem Schlagzeuger Hubert Zaschka in den 1970er Jahren das Original Naabtal-Duo, um bei verschiedenen Anlässen im Raum Regensburg musikalisch aufzutreten. Dabei spielte Wolfgang Edenharder Akkordeon und konnte 1985 Willi Seitz für sein Duo gewinnen. Es kam zur ersten Schallplattenaufnahme: Musik für unsere Freunde. 1988 nahmen die beiden mit dem Lied Patrona Bavariae am Grand Prix der Volksmusik teil und belegten den ersten Platz. Damit war der Durchbruch geschafft. Patrona Bavariae wurde zum erfolgreichsten Lied in der Geschichte des volkstümlichen Schlagers.
Bis 1993 hatte das Duo weitere große Hits und ersang sich mehrere Preise, darunter die Goldene Stimmgabel. 1993 trennten sich die beiden und hatten auch als Solisten Erfolg – Wolfgang Edenharder im volkstümlichen Schlagerbereich – Willi Seitz auch in der Countryszene. 
Im Oktober 2003 kam es zur Wiedervereinigung beim Herbstfest der Volksmusik. Mit dem Album Wir sind wieder da feierten sie ihr Comeback. Die Single-Auskopplung Lass uns nochmal darüber reden war einer der großen Hits der volkstümlichen Musik 2003/2004. Am 29. März 2005 erschien ihre CD mit dem Titel Nur mit dir. 
Seit Juli 2006 ist Dieses Gefühl, das dritte Album seit dem Comeback 2003 im Handel. Mit diesem Album, das von Wolfgang Edenharder und Willi Seitz selbst produziert wurde, ging das Duo zurück zu den Wurzeln, zu dem bekannten „Naabtal-Sound“. Auf der CD befindet sich auch eine „Willkommenshymne“ für den Besuch von Benedikt XVI. in Bayern: Unser Papst der kommt aus Bayern. Zu Weihnachten 2007 erschien eine Weihnachts-CD mit dem Titel Weihnachten bin i daheim.

## Ehrungen
- Sieger des Grand Prix der Volksmusik 1988
- Hermann-Löns-Medaille
- Goldene Stimmgabel, 1989 und 1990
- Edelweiß 1993
- RTL Löwe

## Diskografie

### Studioalben
| Jahr | Titel                   | Höchstplatzierung, Gesamtwochen, AuszeichnungChartplatzierungen (Jahr, Titel, Platzierungen, Wochen, Auszeichnungen, Anmerkungen) | Höchstplatzierung, Gesamtwochen, AuszeichnungChartplatzierungen (Jahr, Titel, Platzierungen, Wochen, Auszeichnungen, Anmerkungen) | Höchstplatzierung, Gesamtwochen, AuszeichnungChartplatzierungen (Jahr, Titel, Platzierungen, Wochen, Auszeichnungen, Anmerkungen) | Anmerkungen                                                               |
| Jahr | Titel                   | DE | AT | CH | Anmerkungen                                                               |
| ---- | ----------------------- | --- | --- | --- | ------------------------------------------------------------------------- |
| 1988 | Patrona Bavariae        | DE8 ×2Doppelplatin · (67 Wo.)DE                                                                                                   | AT25 (5 Wo.)AT | CH— PlatinCH | Erstveröffentlichung: Oktober 1988 Verkäufe: + 1.050.000                  |
| 1988 | Original Naabtal Duo    | — | AT2 (42 Wo.)AT | — | Erstveröffentlichung: November 1988                                       |
| 1989 | Ein bißchen Glück       | DE10 Platin · (31 Wo.)DE | AT15 (10 Wo.)AT | CH15 Gold · (4 Wo.)CH | Erstveröffentlichung: Mai 1989 Verkäufe: + 525.000                        |
| 1989 | Frohe Weihnacht         | DE3 Gold · (3 Wo.)DE | — | — | Erstveröffentlichung: Dezember 1989 Verkäufe: + 250.000; mit Stefan Mross |
| 1990 | Heimweh nach der Heimat | DE13 Platin · (39 Wo.)DE | — | CH34 (2 Wo.)CH | Erstveröffentlichung: April 1990 Verkäufe: + 500.000                      |
| 2003 | Wir sind wieder da      | DE42 (2 Wo.)DE | — | — | Erstveröffentlichung: Oktober 2003                                        |

Weitere Alben
- 1991: A bisserl Glück, a bisserl Freud
- 1992: Die Tür zum Herzen
- 1993: Alles Liebe, alles Gute
- 2005: Nur mit dir
- 2006: Dieses Gefühl
- 2007: Weihnachten bin i daheim

### Singles
| Jahr | Titel Album                                  | Höchstplatzierung, Gesamtwochen, AuszeichnungChartplatzierungen (Jahr, Titel, Album, Platzierungen, Wochen, Auszeichnungen, Anmerkungen) | Höchstplatzierung, Gesamtwochen, AuszeichnungChartplatzierungen (Jahr, Titel, Album, Platzierungen, Wochen, Auszeichnungen, Anmerkungen) | Höchstplatzierung, Gesamtwochen, AuszeichnungChartplatzierungen (Jahr, Titel, Album, Platzierungen, Wochen, Auszeichnungen, Anmerkungen) | Anmerkungen                          |
| Jahr | Titel Album                                  | DE | AT | CH | Anmerkungen                          |
| ---- | -------------------------------------------- | --- | --- | --- | ------------------------------------ |
| 1988 | Patrona Bavariae                             | DE16 (29 Wo.)DE | AT3 (26 Wo.)AT | — | Erstveröffentlichung: September 1988 |
| 1989 | Schutzengel, Bleib Bei Mir Ein bißchen Glück | DE35 (15 Wo.)DE | — | — | Erstveröffentlichung: Mai 1989       |

Weitere Singles
- 1988: Mutter, morg’n früh mach’ ich Hochzeit
- 1988: G’sundheit ist das größte Glück auf Erden
- 1990: Heimweh nach der Heimat
- 1991: Beim Wirt von nebenan
- 1991: Menschen hab’n auf Gott vergessen
- 1992: Wenn mei Herz a Vogerl wär
- 1993: Venedig ist ein Katzensprung
- 2003: Lass uns nochmal darüber reden
- 2005: S’Leben is koa Wunschkonzert
- 2006: Unser Papst der kommt aus Bayern

## Auszeichnungen für Musikverkäufe
Anmerkung: Auszeichnungen in Ländern aus den Charttabellen bzw. Chartboxen sind in ebendiesen zu finden.
| Land/RegionAuszeichnungen für Musikverkäufe (Land/Region, Auszeichnungen, Verkäufe, Quellen) | Gold     | Platin     | Verkäufe  | Quellen           |
| -------------------------------------------------------------------------------------------- | -------- | ---------- | --------- | ----------------- |
| Deutschland (BVMI)                                                                           | Gold1    | 4× Platin4 | 2.250.000 | musikindustrie.de |
| Schweiz (IFPI)                                                                               | Gold1    | Platin1    | 75.000    | hitparade.ch      |
| Insgesamt                                                                                    | 2× Gold2 | 5× Platin5 |           |                   |